# ヴァイオリン協奏曲第2番 (ショスタコーヴィチ)
ヴァイオリン協奏曲第2番嬰ハ短調 作品129は、ドミートリイ・ショスタコーヴィチが1967年に作曲したヴァイオリン協奏曲。

## 概要
1967年の春にダヴィッド・オイストラフの還暦記念作品として作曲された。同年9月13日に、モスクワ近郊ボリシェヴォにて非公開初演が行われた後、9月26日にモスクワで公開初演が行われた。初演者は、オイストラフの独奏と、キリル・コンドラシン指揮モスクワ・フィルハーモニー管弦楽団によるものだった。

## 楽器編成
ヴァイオリン独奏、ピッコロ1、フルート1、オーボエ2、クラリネット2、ファゴット2、コントラファゴット1、ホルン4、ティンパニ、トムトム、弦五部。

## 楽章構成
以下の3楽章からなる。全曲の演奏に30分ほどを要する。
第1楽章 Moderato
(嬰ハ短調)。内容的に自作の交響曲 第5番に関連し、対位法的なカデンツァが含まれている。
第2楽章 Adagio
三部形式。中間部のカデンツァは伴奏が付いている。
第3楽章 Adagio-Allegro
(変ニ長調)。手の込んだロンド形式で、緩やかな序奏に始まり、3つのエピソードとルフランの間に、先行楽章の回想と、長大なカデンツァが置かれている。